# Stanko Lorger
Stanko Lorger (Buče, 14 de febrero de 1931 - Buče, 25 de abril de 2014) fue un atleta esloveno especializado en los 110 metros vallas.

## Biografía
Hizo su primera aparición en competición en los Juegos Olímpicos de Helsinki 1952, quedando eliminado en semifinales al quedar cuarto en su serie con un tiempo de 14,60s. Cuatro años después participó en los Juegos Olímpicos de Melbourne 1956, donde llegó a la final, pero fuera de las medallas al quedarse en quinta posición. Un año después corrió en los Juegos Mundiales Universitarios celebrados en París, donde ganó su primera medalla, siendo de oro. Posteriormente en el Campeonato Europeo de Atletismo de 1958 celebrado en Estocolmo ganó la medalla de plata. Un año después participó en la Universiada de 1959, ganando otra medalla de oro. También corrió en los Juegos Olímpicos de Roma 1960, pero volvió a quedarse sin medalla al quedar fuera de la competición en semifinales.
Falleció el 25 de abril de 2014 en Celje a los 83 años de edad.

## Palmarés
| Fecha | Competición           | Lugar     | Resultado | Tiempo |
| ----- | --------------------- | --------- | --------- | ------ |
| 1954  | Campeonato Europeo    | Berna     | 4.º       | 14,07s |
| 1956  | Juegos Olímpicos      | Melbourne | 5.º       | 14,68s |
| 1958  | Campeonato Europeo    | Estocolmo | 2.º       | 14,01s |
| 1959  | Universiada de verano | Turín     | 1.º       | 14,02s |

### Marca personal
| Fecha | Prueba            | Tiempo |
| ----- | ----------------- | ------ |
| 1958  | 110 metros vallas | 13,08s |